# Länsväg Z 743

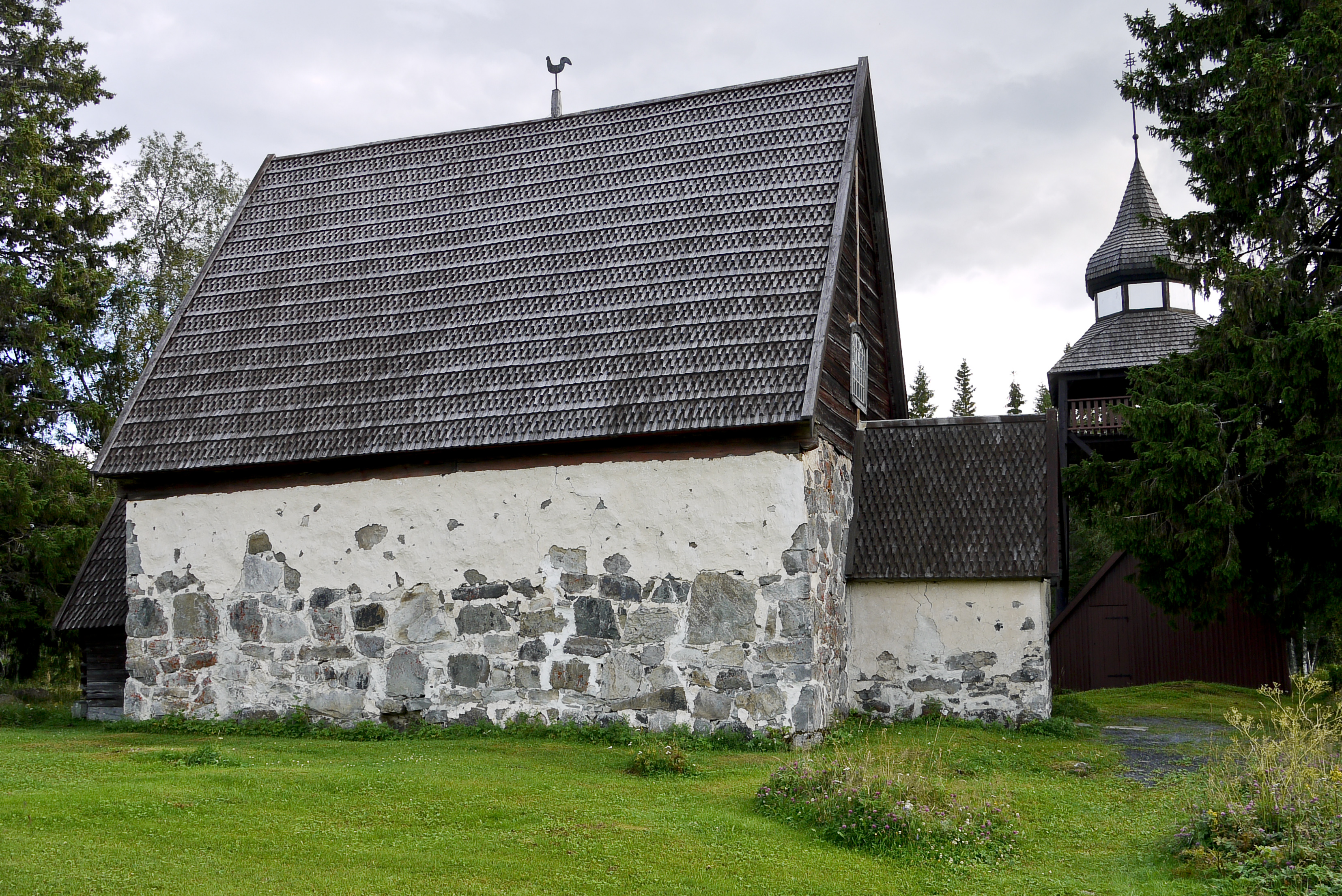
Kyrkås gamla kyrka ligger nära länsväg Z 743.

Länsväg Z 743 är en övrig länsväg i Östersunds kommun i Jämtlands län som går mellan byn Kläppe och småorten Lungre i Kyrkås distrikt (Kyrkås socken). Vägen är 6 kilometer lång, asfalterad och passerar bland annat nära Kyrkås gamla kyrka.
Vägen ansluter till:
- Europaväg 45 (vid Kläppe)
- Länsväg Z 742 (vid Kyrkås nya kyrka, Lungre)